# مسجد الخضراء (النجف)
مسجد الخضراء أو مسجد الخضرة هو أحد مساجد النجف التاريخية والتراثية يعد من بين أقدم المساجد التي تأسست في المدينة، ولايعرف سبب تسميته بجامع الخضرة فيذكر الشيخ جعفر أن (المسجد بني بالقرب من الحضرة العلوية فسمي الخضرة أو أنه قد وجد خضرة بالقرب من المسجد فسمي بهذا الأسم) والخضرة صنعها درويش الهندي في الساحة المتصلة بالمسجد في عصر الملالي في النجف، لذلك أشتهر بمسجد الخضرة، وهناك رأي ثالث للحاج حسين الشاكري يقول فيه (أن خضراء أخت عمران بن شاهين بنت المسجد).
في شهر رجب سنة (1368 للهجرة) هدمت الحكومة ثالثا من المسجد لتوسعة الشارع المؤدي إلى الصحن الحيدري.
وفي ثمانينيات القرن العشرين أمر المرجع آية الله السيد الخوئي بإعادة بناء المسجد وهدم البناء القديم وأشرف عليه الشيخ ميراز أحمد الأنصاري، وقام السيد الخوئي بجعل المسجد مركز للتدريس وتخرج منه الكثير من علماء الدين والمجتهدين، منهم مراجع التقليد في النجف وقم المقدسة، وبعد تدهور صحة الخوئي تولى صهره آية الله السيد نصر الله المستنبط التدريس، وبعد وفاته، تولى آية الله السيد علي السيستاني أمامة الجماعة والتدريس أستمر عدة سنوات بعدها قامت إدارة الأوقاف والشؤن الدينية التابعة للنظام السابق بغلق المسجد بحجة الترميم، وقد بقي المسجد مغلقا حتى بعد سقوط النظام عام 2003 ثم أمر المرجع الكبير السيد علي السيستاني بإعادة أفتتاح المسجد بعد صيانته وترميمه وأفتتح المسجد بتاريخ (29-5-2006م) حيث أقيمت صلاتي المغرب والعشاء فيه.
تبلغ مساحة المسجد (166 متر مربع) يحتوي على مصلى حرم يتسع لأكثر من 200 مصلي، تقام في المسجد المحاضرات الدينية والدروس في الفقه الإسلامي وتقام فيه أيضا مختلف الشعائر الدينية.